# 杉野行雄
杉野 行雄（すぎの ゆきお、1970年6月25日 - ）日本の実業家。株式会社トムス・エンタテインメント代表取締役会長、株式会社セガ フェイブ代表取締役社長執行役員、株式会社セガ代表取締役副社長Co-COO。神奈川県出身。

## 略歴
聖光学院中学校・高等学校を経て、慶應義塾大学経済学部を卒業後、1993年4月にセガ・エンタープライゼス入社。『プリント倶楽部』や『バーチャファイターシリーズ』、『バーチャレーシング』などの開発を担当した他、『NAOMI』プラットフォームの責任者も務めた、セガ執行役員開発戦略本部編成局長やセガ常務取締役コンシューマ・オンライン事業統括本部長を歴任し、2014年4月にセガの子会社であるアトラス（新社）代表取締役社長に就任。
2015年4月にセガグループ再編に伴い設立されたセガ・インタラクティブ代表取締役社長CEO並びにセガホールディングス（後のセガグループ）専務取締役に就任。2020年4月にセガ・インタラクティブがセガゲームスへ吸収合併されたと同時に、セガ代表取締役社長COO、セガグループ代表取締役副社長COO、ダーツライブ取締役会長、セガ エンタテインメント（後のGENDA GiGO Entertainment）取締役会長に就任。同年6月にセガサミーホールディングス常務執行役員、同年8月にアトラス代表取締役会長、2022年6月にセガサミーホールディングス取締役専務執行役員グループライセンス本部管掌、2023年4月にマーザ・アニメーションプラネット取締役会長にそれぞれ就任。
2024年4月に実施されたセガサミーグループ再編に伴い、セガ フェイブ代表取締役社長執行役員並びにセガ代表取締役副社長執行役員Co-COOに就任。 

## 備考
- 家庭用ゲームハード撤退に関し、「ドリームキャストの開発には多くの企業の参入を得たが、期待に応えることができなかった」と述べている他、セガの家庭用ゲームハード用ソフトに関しても、ユーザーのリクエストに応えるような形でタイトルを開発するのではなく、もっと長期的な視野に立ってラインアップを整えるべきだったと反省しているという[4]。
- 「ファミ通」のインタビューにて、印象に残っているセガのタイトルを上げた所、『サクラ大戦3 〜巴里は燃えているか〜』『バーチャファイター2』『龍が如く』の3タイトルを挙げた[4]。『バーチャファイター2』に関しては、のめり込まないように気をつけていた他、ゲームセンターに直接出向き、鉄人のプレイを視察していたという[4]。『龍が如く』の発売日当日、渋谷のTSUTAYAに出向き、店員に見つからないように自ら『龍が如く』を客に目立つ位置に並べ替えていたという[4]。